# Nadja Pries
Nadja Pries, née le 29 mai 1994 à Erlangen, est une coureuse cycliste allemande, spécialiste du BMX.

## Biographie
Nadja Pries est onze fois championne d'Allemagne de BMX dans les différentes catégories d'âge. Chez les juniors (moins de 19 ans), elle compte trois médailles mondiales et une médaille de bronze aux championnats d'Europe. En 2015, elle participe aux Jeux européens à Bakou et termine dixième du BMX.
En 2016, elle participe aux Jeux olympiques de Rio de Janeiro , mais est éliminée en demi-finales. Avant les Jeux, elle pose dans l'édition allemande de Playboy aux côtés de la nageuse Isabelle Härle, la rameuse Julia Lier, la joueuse de tennis de table Petrissa Solja et la perchiste Katharina Bauer.
Début 2021, elle annonce la fin de sa carrière sportive.

## Palmarès en BMX

### Jeux olympiques
- Rio de Janeiro 2016
  - Éliminée en demi-finales du BMX

### Championnats du monde
- Copenhague 2011
  -  Médaillée de bronze du contre-la-montre en BMX juniors
- Birmingham 2012
  -  Médaillée d'argent du BMX juniors
  -  Médaillée d'argent du contre-la-montre en BMX juniors

### Coupe du monde
- 2013 : 23e du classement général
- 2014 : 21e du classement général
- 2015 : 33e du classement général
- 2016 : 16e du classement général
- 2017 : 18e du classement général
- 2018 : 24e du classement général
- 2019 : 22e du classement général
- 2020 : 29e du classement général

### Championnats d'Europe
- 2011-2012
  -  Médaillée de bronze du BMX juniors

### Coupe d'Europe
- 2015 : 5e du classement général
- 2016 : 4e du classement général
- 2018 : 10e du classement général